# Laurent Tricot
Pour les articles homonymes, voir Tricot (homonymie).
Laurent Tricot (1720-1778) est un grammairien français, auteur d'ouvrages élémentaires de grammaire latine.
Maître de pension à Paris, on a de lui :
- Rudiments de la langue latine à usage des collèges de l'Université de Paris, Paris, 1756, in-12° ;
- Nouvelle Méthode plus claire et plus détaillée, Paris, 1759, in-12°.

Ces ouvrages élémentaires ont été longtemps classiques pour l'enseignement du latin. Ils avaient le mérite d'être écrits en français, tandis que les livres de ce genre avaient été jusque-là rédigés en latin.

## Source
- Marie-Nicolas Bouillet  et Alexis Chassang (dir.), « Laurent Tricot » dans Dictionnaire universel d’histoire et de géographie, 1878 (lire sur Wikisource)
- Bernard Colombat, La grammaire latine en France à la Renaissance et à l'Âge classique - Théories et pédagogie, Grenoble, ELLUG, 1999